# Amo (Indiana)
Amo – miasto w Stanach Zjednoczonych, w stanie Indiana, w hrabstwie Hendricks.